# Io vagabondo
Io vagabondo (che non sono altro) è un album raccolta del gruppo italiano Nomadi, pubblicato dalla casa discografica Columbia Records nel 1972 in formato audiocassetta e Stereo 8; raccoglie vari pezzi del periodo dal 1966 al 1972.

## Tracce
1. Io vagabondo (che non sono altro)   (3' 11")
2. Un pugno di sabbia   (3' 01")
3. Ho difeso il mio amore   (4' 03")
4. Dio è morto (se Dio muore, è per tre giorni poi risorge)   (2' 42")
5. Suoni   (2' 58")
6. Eterno   (4' 38")
7. Noi non ci saremo   (2' 39")
8. Vola   (5' 49")
9. Per fare un uomo   (2' 50")
10. Non dimenticarti di me   (3' 17")
11. So che mi perdonerai   (3' 11")
12. Come potete giudicar   (3' 08")

## Formazione
Essendo una raccolta che copre il periodo dal 1966 al 1972, sono presenti diverse formazioni. 
La formazione riportata sotto incise nel 1972 il disco a 45 giri Io vagabondo/Eterno e, dopo questo album, Quanti anni ho/Oceano, sempre nel medesimo anno.
- Augusto Daolio: voce
- Beppe Carletti: tastiere
- Amos Amaranti: chitarra
- Umberto Maggi: basso
- Paolo Lancellotti: batteria
- Franco Midili: chitarra (nel brano Io vagabondo)